# Guy de Rouville
Pour les articles homonymes, voir Rouville.
Guy Gervais de Rouville, dit Guy de Rouville, né le 12 juin 1915 à Castres et mort le 13 janvier 2017 à Vabre, est un industriel et résistant français. 

## Biographie

### Famille et formation
La famille Gervais de Rouville est une famille de la noblesse protestante  du Languedoc. Elle a conservé le nom de la terre de Rouville qu'elle possédait avant la Révolution.
Guy de Rouville est le fils unique d'Henry Gervais de Rouville, propriétaire d'une usine textile, et de Louise Claron. Il a pour arrière-grand-père Paul Gervais de Rouville, professeur de géologie à la faculté des sciences de Montpellier et fondateur de l’école de géologie de Montpellier.
Élève à l'école des Roches de Verneuil-sur-Avre puis au lycée Louis-le-Grand à Paris, il devient ingénieur de l'École centrale des arts et manufactures (promotion 1939).
En 1939, il épouse Odile Schlumberger, fille du banquier Maurice Schlumberger et descendante de François Guizot. Ils ont ensemble six enfants, dont le contre-ténor Henry de Rouville. Son épouse témoigne de leur expérience commune de résistants dans le livre Femmes dans la guerre, 1940-1945. Elle meurt le 28 janvier 2017 à 99 ans, quinze jours après son mari.

### Engagement dans la Résistance
Chef de section antichar dans l'armée française en 1940, il est démobilisé en août et rentre dans le Tarn.
Avec un associé, il crée à Castres une entreprise de fabrication de gazogène à charbon de bois, qui équipera plus tard les véhicules des maquis de Vabre.
Devenu délégué à la Jeunesse et aux Sports du canton de Vabre, il peut librement circuler. Il sera également responsable départemental puis régional du scoutisme protestant, avec notamment son épouse Odile et le pasteur Robert Cook. Dans le même temps, les éclaireurs israélites de Robert Gamzon arrivent à Lautrec.
À partir de 1942, la montagne tarnaise, à forte présence protestante, est un refuge pour les juifs (notamment par la filière du textile) recherchés par la police. Dès août 1942, Odile Gervais de Rouville, avec d'autres, participe à camoufler 35 jeunes filles juives en scouts unionistes protestantes, arrivées par le réseau de sauvetage de Résistance juive en France, dite la Sixième. En 1943, cette zone protectrice accueillera aussi des réfractaires au STO. C'est le développement des maquis refuges, prémisses d'une organisation de Résistance que Guy de Rouville ne veut pas inscrire dans un mouvement lié à une formation politique (Combat ou Libération).
En 1943, dans le cadre des Mouvements unis de la Résistance (MUR), Guy de Rouville rejoint la Résistance organisée sous le pseudonyme de Pol ou Paul Roux. Il est l'organisateur et le « préfet » des maquis de Vabre, organisation de Résistance, qui deviendra le corps-franc de la Libération no 10. Ce maquis comporte des personnalités de toutes origines politiques ou religieuses, et de nombreux juifs, scouts ou réfugiés. À partir du débarquement de Normandie, pour lequel ils se préparaient, plus de 450 maquisards formalisèrent leur engagement de combattant par leur inscription dans un registre détaillé, tenu sur un livre de comptes, qui subsistera après la guerre.
Après la Libération, avec 250 volontaires des maquis de Vabre, il se joint comme officier de transmission au corps franc Bayard, qui deviendra 3e puis 12e régiment de dragons, rejoint la 1re armée française du maréchal de Lattre avant Autun, et va jusqu'à Constance avant l'armistice en mai 1945.

### Engagement pro-européen
Il est membre fondateur du Mouvement européen et participe au Congrès de La Haye en mai 1948,.

### Activités professionnelles
Directeur de l'entreprise textile Faure-Claron à Vabre, exploitant agricole et forestier, il fut président de la Fédération française d’économie montagnarde.

### Divers
Cofondateur du Golf de Mazamet en 1956.

## Distinctions
- Officier de la Légion d'honneur
- Croix de guerre 1939–1945
- Médaille de la Résistance française avec rosette (décret du 3 août 1946)[14]
- Officier de l'ordre du Mérite agricole

### Documents sonores
- Entretien avec Odile de Rouville, « Ich Bin Jude! Ich Bin Jude! » (2006), United States Holocaust Memorial Museum.
- Entretien avec Guy de Rouville, « Ich Bin Jude! Ich Bin Jude! » (2006), United States Holocaust Memorial Museum.
- Interview de Guy de Rouville sur la délégation allemande au congrès de La Haye de 1948, Vabre, 2008 (2'23'')